# Стефан Хајдин
Стефан Хајдин (Глина, 15. априла 1994) српски је фудбалер који тренутно наступа за Чукарички.

## Каријера

### Почеци
Хајдин је своје прве кораке начинио у екипи Јединства из Вршца, где је тренирао као дечак. Потом је 2003. године прешао у млађе категорије Црвене звезде, предвођене директором Томиславом Милићевићем и ту се задржао наредних пет година, све до своје 14. Након је прешао у Земун где је окончао омладински стаж и одиграо неколико утакмица за први тим у српској лиги Београд. Касније је наступао и за БАСК, Дунав из Старих Бановаца, односно Раднички из Нове Пазове, где се задржао пуне три сезоне. Лета 2016. био је члан екипе састављене од играча фудбалских клубова из Војводине, која је као представник фудбалског савеза Србије учествовала на УЕФА Купу региона.

### Спартак Суботица
Лета 2017, Хајдина је агент Раша Бебић повезао са екипом суботичког Спартака. После успешног пробног периода током летњих припрема, Хајдин је у јулу исте године потписао четворогодишњи професионални уговор. Дебитовао је на отварању сезоне 2017/18. у суперлиги Србије, против екипе Бачка из Бачке Паланке, 22. јула 2017. године. Током јесењег дела сезоне, Хајдин је забележио укупно 23 званична наступа, почевши на терену сваки од њих, а постигао је и два гола у утакмицама против Земуна у 11, односно Војводине у 22. колу шампионата Србије.

### Црвена звезда
Почетком 2018, медији у Србији обелоданили су преговоре Црвене звезде са Спартака поводом Хајдиновог преласка у београдску екипу, што је резултирало његовим потписом уговора. Хајдин је у клупским просторијама званично промовисан 13. јануара 2018, од стране спортског директора Митра Мркеле и том приликом изабрао да носи број 34 на дресу. Вредност уговора процењена је на 200 хиљада евра, као и 20 процената његовом бившем клубу приликом наредне продаје. Свој први наступ за Црвену звезду Хајдин је забележио у куп утакмици против екипе Мачве, 14. марта 2018. Хајдин је потом уписао и свој дебитантски наступ за Црвену звезду и у лигашкој конкуренцији, ушавши у игру уместо Милана Родића у 52. минуту утакмице против Војводине. Са екипом Црвене звезде, Хајдин је освојио титулу првака Србије у фудбалу за сезону 2017/18. Након одмора по окончању сезоне, Хајдин је прошао тестирања и присуствовао првом тренингу екипе, 11. јуна 2018, а потом и одрадио комплетне припреме са екипом на Златибору, односно аустријском граду Виндишгарстену. Током припремног периода најчешће је наступао на позицији левог бека, а на утакмици против Бохимијана, уписао је асистенцију Милану Павкову, чијим поготком је Црвена звезда победила. По повратку са у Србију, Хајдин је изостао са списка лиценцираних играча за квалификационе утакмице Лига шампиона у сезони сезони 2018/19. Недуго затим, у медијима је објављено да Хајдин напушта екипу Црвене звезде. На старту домаћег шампионата, Хајдин је лиценциран за такмичење у Суперлиги. Хајдин се по први пут нашао у стартној постави Црвене звезде у домаћем шампионату у трећем колу сезоне 2018/19, када је одиграо свих 90 минута на гостовању екипи Вождовца. Хајдин је такође одиграо свих 90 минута у утакмици наредног кола, против свог бившег клуба, Спартака из Суботице. Црвена звезда је тада победила резултатом 3ː0, а Хајдин је директно из аута упутио лопту Милану Павкову за други погодак. На утакмици против екипе Младости из Лучана, 29. септембра 2018, Хајдин је изнудио прекршај за једанаестерац, који је касније реализовао Џонатан Кафу. Црвена звезда је ту утакмицу добила резултатом 2ː1.

### Вождовац
У јулу 2019, Црвена звезда је послала Хајдина на једногодишњу позајмицу у Вождовац.
После истека уговора са Црвеном звездом на крају календарске 2020, Хајдин је средином јануара наредне године потписао двогодишњи уговор са Вождовцем.
По истеку уговора са Вождовцем потписао је за Динамо Батуми на две године. Почетком фебруара 2023. вратио се у Србију и потписао за панчевачки Железничар.

## Начин игре
Хајдин је 189 центиметара висок играч, који најчешће наступа на позицији левог бека. Подједнако добро користи обе ноге, што му омогућава улазак у средину и укључивање у завршетке акција. Поседује карактеристике офанзивног бека, а у млађим узрастима неретко је наступао и у везном реду. Током каријере постизао је голове са дужих дистанци. Као тренер Црвене звезде, Владан Милојевић је Хајдина такође користио и уз десну аут линију.

## Статистика

### Клупска
Ажурирано 7. марта 2023.
|                      |          |                       |     |    |   |   |   |   |   |   |     |    |  |  |
| Земун                | 2011/12. | Српска лига Београд   | 4   | 0  | — | — | — | — | — | — | 4   | 0  |  |  |
| Земун                | 2012/13. | Српска лига Београд   | 0   | 0  | — | — | — | — | — | — | 0   | 0  |  |  |
| Земун                | 2013/14. | Српска лига Београд   | 0   | 0  | — | — | — | — | — | — | 0   | 0  |  |  |
| Земун                | Укупно   | Укупно                | 4   | 0  | — | — | — | — | — | — | 4   | 0  |  |  |
|                      |          |                       |     |    |   |   |   |   |   |   |     |    |  |  |
| БАСК                 | 2012/13. | Српска лига Београд   | 5   | 0  | — | — | — | — | — | — | 5   | 0  |  |  |
|                      |          |                       |     |    |   |   |   |   |   |   |     |    |  |  |
| Дунав Стари Бановци  | 2013/14. | Српска лига Војводина | 8   | 1  | — | — | — | — | — | — | 8   | 1  |  |  |
|                      |          |                       |     |    |   |   |   |   |   |   |     |    |  |  |
| Раднички Нова Пазова | 2014/15. | Српска лига Војводина | 28  | 2  | — | — | — | — | — | — | 28  | 2  |  |  |
| Раднички Нова Пазова | 2015/16. | Српска лига Војводина | 21  | 3  | — | — | — | — | — | — | 21  | 3  |  |  |
| Раднички Нова Пазова | 2016/17. | Српска лига Војводина | 23  | 1  | — | — | — | — | — | — | 23  | 1  |  |  |
| Раднички Нова Пазова | Укупно   | Укупно                | 72  | 6  | — | — | — | — | — | — | 72  | 6  |  |  |
|                      |          |                       |     |    |   |   |   |   |   |   |     |    |  |  |
| Спартак Суботица     | 2017/18. | Суперлига Србије      | 22  | 2  | 1 | 0 | — | — | — | — | 23  | 2  |  |  |
|                      |          |                       |     |    |   |   |   |   |   |   |     |    |  |  |
| Црвена звезда        | 2017/18. | Суперлига Србије      | 1   | 0  | 1 | 0 | 0 | 0 | — | — | 2   | 0  |  |  |
| Црвена звезда        | 2018/19. | Суперлига Србије      | 6   | 0  | 2 | 0 | — | — | — | — | 8   | 0  |  |  |
| Црвена звезда        | 2019/20. | Суперлига Србије      | —   | —  | — | — | — | — | — | — | —   | —  |  |  |
| Црвена звезда        | 2020/21. | Суперлига Србије      | 0   | 0  | 0 | 0 | — | — | — | — | 0   | 0  |  |  |
| Црвена звезда        | Укупно   | Укупно                | 7   | 0  | 3 | 0 | 0 | 0 | — | — | 10  | 0  |  |  |
|                      |          |                       |     |    |   |   |   |   |   |   |     |    |  |  |
| Вождовац (позајмица) | 2019/20. | Суперлига Србије      | 26  | 2  | 1 | 0 | — | — | — | — | 27  | 2  |  |  |
| Вождовац             | 2020/21. | Суперлига Србије      | 17  | 1  | 0 | 0 | — | — | — | — | 17  | 1  |  |  |
| Вождовац             | 2021/22. | Суперлига Србије      | 35  | 3  | 1 | 0 | — | — | — | — | 36  | 3  |  |  |
| Вождовац             | 2022/23. | Суперлига Србије      | 19  | 2  | 1 | 0 | — | — | — | — | 20  | 2  |  |  |
| Вождовац             | Укупно   | Укупно                | 97  | 8  | 3 | 0 | — | — | — | — | 100 | 8  |  |  |
|                      |          |                       |     |    |   |   |   |   |   |   |     |    |  |  |
| Железничар Панчево   | 2022/23. | Прва лига Србије      | 3   | 0  | — | — | — | — | — | — | 3   | 0  |  |  |
|                      |          |                       |     |    |   |   |   |   |   |   |     |    |  |  |
| Каријера             | Каријера | Каријера              | 218 | 17 | 7 | 0 | 0 | 0 | — | — | 225 | 17 |  |  |
|                      |          |                       |     |    |   |   |   |   |   |   |     |    |  |  |

## Приватно
Иако је пореклом из Војнића, током постојања Републике Српске Крајине болница у Глини била је једина која је обављала порођаје за време рата у Хрватској, па се сходно околностима Хајдин родио у том месту. Доласком у Србију, током детињства је живео у Вршцу, а касније и Земуну. Студирао је на Факултету спорта и физичког васпитања Универзитета у Београду. У слободно време, Хајдин воли да чита светске класике, а као неке од писаца издваја Орхана Памука и Паула Коеља.

## Трофеји
Црвена звезда
- Суперлига Србије (2): 2017/18,[19] 2018/19.[50]